# Samuel A. Cartwright
Samuel Adolphus Cartwright (3 de noviembre de 1793 - 2 de mayo de 1863) fue un médico que ejerció en Misisipi y Luisiana en los Estados Unidos antes de la Guerra de Secesión. Cartwright es más conocido como el inventor de la "enfermedad mental" de la drapetomanía, el deseo de libertad de un esclavo y un crítico abierto de la teoría de los gérmenes.

## Biografía
En 1825, Cartwright se casó con Mary Wren de Natchez, Misisipi. Durante la Guerra de Secesión, sirvió como médico del Ejército de los Estados Confederados en guarniciones cerca de Vicksburg y Port Hudson. Se le asignó la misión de mejorar las condiciones sanitarias de los soldados.

## Esclavitud
La Asociación Médica de Luisiana le encargó a Cartwright investigar "las enfermedades y peculiaridades físicas de la raza negra". Su informe se pronunció como discurso en su reunión anual el 12 de marzo de 1851 y fue publicado en su revista. Las partes más sensacionalistas, sobre la drapetomanía y la dysaesthesia aethiopica, se reimprimieron en DeBow's Review. Posteriormente preparó una versión abreviada, con fuentes citadas, para Southern Medical Reports.
Según su informe: "Si, a pesar de todo, [los esclavos] no están satisfechos con su condición, deben ser azotados para evitar que se escapen". Al describir su teoría y cura para la drapetomanía, Cartwright se basó en pasajes de la Biblia que tratan sobre la esclavitud.
Cartwright también inventó otro "trastorno", la dysaesthesia aethiopica, una enfermedad que "afecta tanto la mente como el cuerpo". Cartwright usó su teoría para explicar la falta percibida de ética del trabajo entre los esclavos. La dysaesthesia aethiopica, "llamada 'insolencia' por los capataces", se caracterizaba por cierta insensibilidad parcial de la piel y "una gran hebetitud de las facultades intelectuales, de forma tal que la persona parece medio dormida." Otros síntomas incluían "lesiones del cuerpo detectables por el observador médico, que siempre están presentes y son suficientes para explicar los síntomas".
Según Cartwright, la dysaesthesia aethiopica era "mucho más común entre los negros libres que vivían en grupos, que entre los esclavos de las plantaciones, y ataca solo a aquellos esclavos que viven como negros libres en cuanto a su dieta, bebidas, ejercicio, etc." - en efecto, según Cartwright, "casi todos los [negros libres] que son en mayor o menor medida afectados por la enfermedad, no poseen una persona blanca que los dirija y se ocupe de ellos."

## Publicaciones
- Cartwright, M. D., S. A. (agosto de 1851). «How to Save the Republic, and the Position of the South in the Union». DeBow's Journal 11 (2): 184-197.
- Cartwright, Dr. (julio de 1858). «Dr. Cartwright on the Caucasians and the Africans». DeBow's Review 25 (1): 45-56. Consultado el 15 de mayo de 2018.
- Cartwright, Samuel A. (setiembre de 1859). «The Education, Labor, and Wealth of the South». DeBow's Review 27 (3): 263-279.
- Cartwright, Samuel A. (agosto de 1860). «Unity of the Human Race Disproved by the Hebrew Bible». DeBow's Review 4 (2): 129-136. Consultado el 29 de setiembre de 2019.
- Cartwright, Samuel A. (1863). «An essay on the natural history of the prognathous race of mankind». The Dred Scott decision. Opinion of Chief Justice Taney, with an introduction by Dr. J.H. Van Evrie. Also, an appendix, containing an essay on the natural history of the prognathous race of mankind, originally written for the New York Day-book, by Dr. S. A. Cartwright, of New Orleans. Nueva York: Van Evrie, Horton & Co. p. 45-48.